# Jean-Pierre Néraudau
Jean-Pierre Néraudau, né à Alger le 30 janvier 1940 et mort à Paris le 20 décembre 1998, est un professeur de littérature latine français.

## Biographie
Fils d'un officier de l'armée française, il fit ses études à Dijon, où sa famille s'était fixée en 1946.
Agrégé de lettres classiques en 1964, il fut nommé professeur de lycée à Chartres, où il resta jusqu'en 1967. Nommé maître assistant à la Sorbonne en 1968, il soutint en 1979 une thèse de doctorat préparée sous la direction de Jacques Heurgon et consacrée à la jeunesse dans la littérature et les institutions de la Rome républicaine. De 1974 à 1990, il fut trésorier de la Société des études latines.
Jean-Pierre Néraudau est successivement professeur à l'université d'Aix-en-Provence de 1979 à 1988, à l'université de Reims de 1988 à 1992 puis à l'Université de Paris III de 1992 à la date de son décès.
À l'université de Reims, il co-fonde - avec Georges Forestier - l'association Auspex et le Centre de recherche sur les classicismes antiques et modernes. Ce centre  deviendra, après son départ, le Centre de recherche sur la transmission des modèles littéraires et esthétiques.
Outre son activité académique, Jean-Pierre Néraudau s'est exercé au roman avec 
- Les Louves du Palatin (Paris, Les Belles Lettres, 1981),
- Le Mystère du jardin romain (Les Belles Lettres, 1992) et
- Le Prince posthume.

Il a dirigé, aux 'Belles lettres', la collection « Realia ».

## Portrait
« Dès l'abord, cet homme courtois à l'œil vif frappait par sa simplicité : ni vanité, ni raideur, ni emphase. Le docte et l'érudit ne se manifestaient pas d'emblée. D'une voix tranquille et presque toujours enrhumée, avec un vocabulaire qui refusait toute cuistrerie, il semblait raconter plutôt qu'enseigner. Voilà pourquoi la mythologie lui convenait si bien. L'étiologie des légendes, les avatars des héros, le syncrétisme des pratiques et des crédulités, analysés par lui, prenaient un tour narratif, plein d'humour et de clarté. » (Xavier Darcos, « Jean-Pierre Néraudau, le passeur », préface du Liber amicorum : mélanges sur la littérature antique et moderne à la mémoire de Jean-Pierre Néraudau, textes réunis par Frank Lestringant, Bertrand Néraudau, Danielle Porte et Jean-Claude Ternaux, Paris, Champion, 2005, p. 9).

## Publications
- L’art romain, Paris, Presses universitaires de France, 1978. Réédition en 1997.
- La jeunesse dans la littérature et les institutions de la Rome républicaine, Paris, Les Belles Lettres, 1979.
- Urbanisme et métamorphoses de la Rome antique, en collaboration avec L. Duret, Paris, coll. Realia, Les Belles Lettres, 1983.
- Être enfant à Rome, coll. Realia, Paris, Les Belles Lettres, 1984. Réédition : Paris, Payot, coll. Petite Bibliothèque Payot 1996.
- Dictionnaire d’histoire de l’art, Paris, Presses Universitaires de France, 1985. Réédition en 1996.
- Versailles : l’âme du parc, en collaboration avec Jacques de Givry, Paris, Éditions Sous le vent/Vilo, 1985.
- L’Olympe du Roi-Soleil : mythologie et idéologie royale au Grand Siècle, Paris, Les Belles Lettres, 1986.
- Les louves du Palatin : roman, Paris, Les Belles Lettres, 1988.
- Ovide ou Les dissidences du poète, Paris, Les InterUniversitaires, 1989. Réédition en 1998.
- Le mystère du jardin romain : roman, Paris, Les Belles Lettres, 1992.
- Ovide, Les Métamorphoses, édition présentée et annotée par Jean-Pierre Néraudau, traduction de Georges Lafaye, Paris, Gallimard 1992, coll. Folio classique.
- Auguste : la brique et le marbre, Paris, Les Belles Lettres, 1996.
- La littérature latine. I, L’époque républicaine, Paris, Hachette, coll. les Fondamentaux, 1994.
- La littérature latine, Paris, Hachette, coll. Langues et civilisations anciennes, 2000.

Publications posthumes
- « La poésie antique », dans : La Poésie, ouvrage collectif sous la direction d’Y. Bellenger, Paris, Bréal, 1999, p. 11-47.
- « Le désir et les métamorphoses », dans : Carnets de Lille, Institut du champ freudien, mars 2000, p. 181-194.
- Lettres d’amour : « Les Héroïdes » d’Ovide, présentation et notes, Paris, Gallimard, coll. Folio Classique, 1999.
- Le prince posthume. Suivi de : Les fils d’Arachné, Paris, Les Belles Lettres, 2000.